# Tomaspis picata
Tomaspis picata är en insektsart som beskrevs av Fowler 1896. Tomaspis picata ingår i släktet Tomaspis och familjen spottstritar. Inga underarter finns listade i Catalogue of Life.